# 閱讀

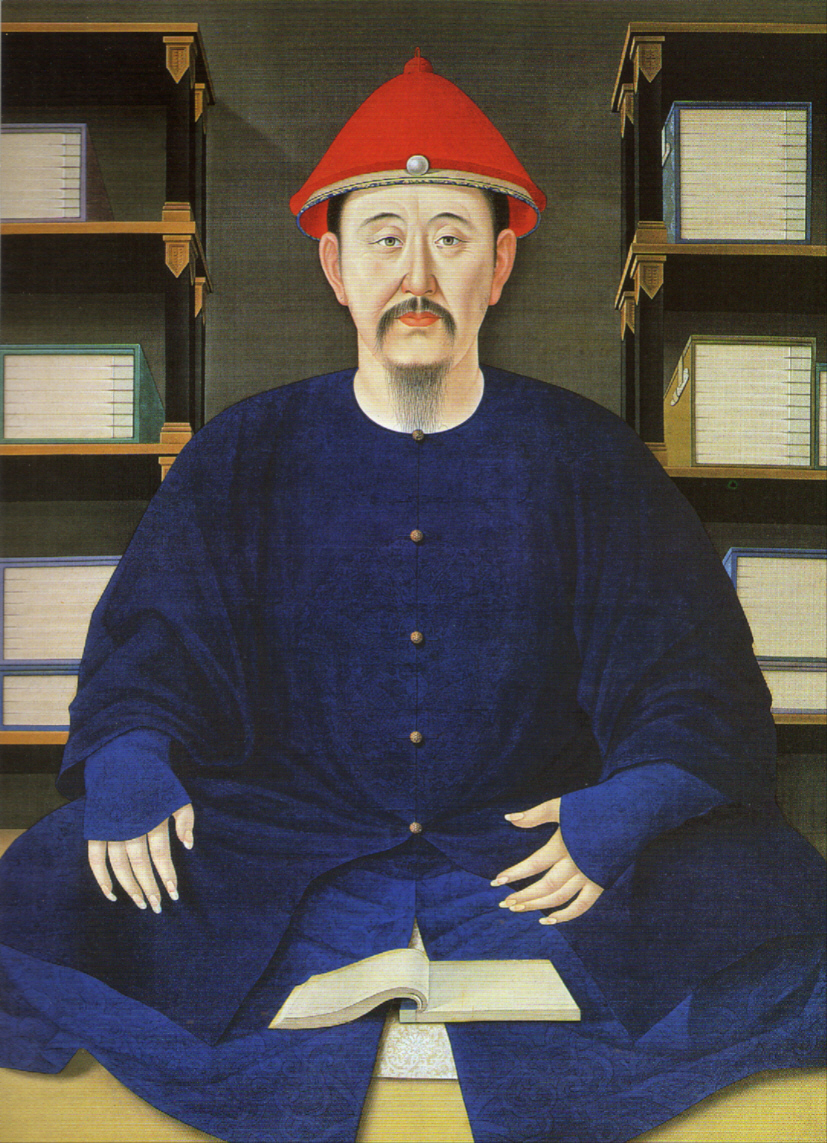
清朝康熙帝读书像（1699年，年45）

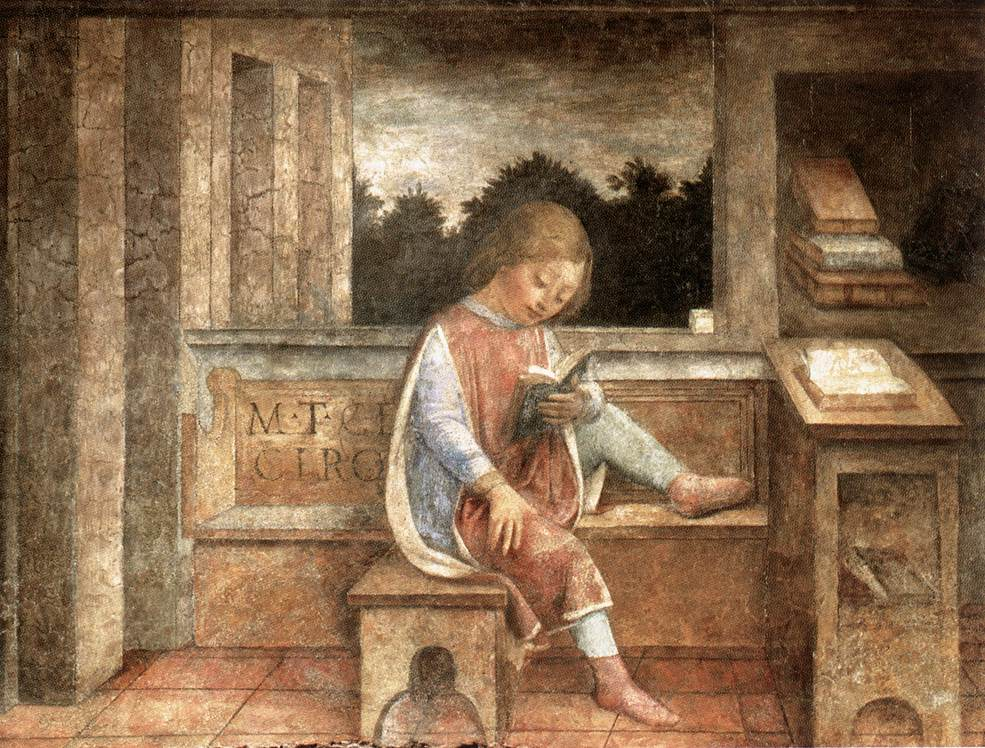
年輕的西塞羅正在閱讀

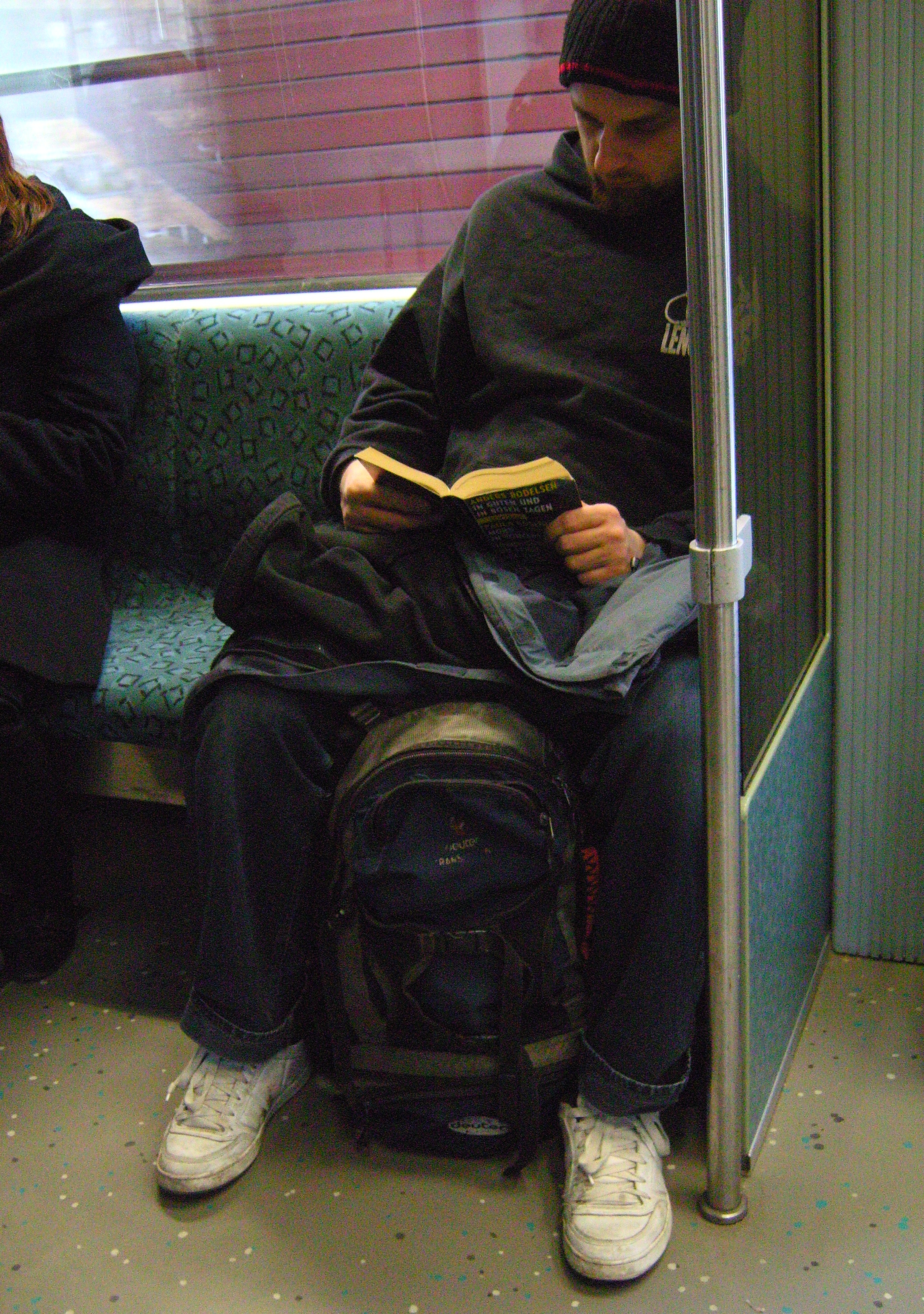
市区通勤者正在閱讀小說，拍攝於2009年的柏林

閱讀（英語：Reading）是一個人依靠腦中的原有知識，主動獲取資訊，從文章中建構意義的過程。中国大陆学术界的定义是“阅读”指大脑接受外界，包括文字、图表、公式等各种信息，并通过大脑进行吸收、加工以理解符号所代表的意思的过程”。:3现代，随着电子设备技术的发展，图像和视频的应用日益增加，由於书籍也有电子书的新模式，所以阅读确实受到了前两者的影响而有所减少。

## 概念
一般情况，学术界将阅读分作四步:3：

1. 接受信息（眼睛感知）
2. 处理信息（视网膜和神经兴奋）
3. 大脑吸收（大脑思维中枢和语言中枢）
4. 信息加工

严格定义，学术界将阅读分作七个有机部分:4：

1. 识别：对字母符号图表公式等认知。
2. 接收：眼睛接收信息后通过神经传送到大脑。
3. 内部结合：将信息和可以联系的联系起来，属于基本理解过程。
4. 外部联合：将以前的知识储备与当前阅读的信息结合，连接、分析、批判、鉴赏、选择和摈弃。
5. 保存：储存信息。
6. 交流：将吸收的信息投入到应用，语言沟通、写作、演讲等。
7. 思维：大脑无时无刻都在进行的额外功能。

人们普遍认为，阅读是由识字开始，我们通过一个一个的字组成词，再串联词语成句子，结合句子就可以理解文章或段落意思，然而认知心理学的图式理论改变了我们对阅读的认识。
图式理论“Schema theory”由心理学家Bartlett于1932 年在格式塔心理学的基础上首次提出，Bartlett认为记忆不是直接复制，而是建设性的将语篇中的信息与大脑中已有的相关知识相结合成新的心理表征。过去的经验不是一个个事件的简单累加，而是形成一个有组织的体系，图式即是这一体系活跃的、不断发展的结构框架。图式是人们感知世界的内在结构（Widdowson,1983)。
这也就是说，我们日常生活中所见所闻，所有的经验积累和知识学习，都会在大脑中组成一个有序的网络，而我们新接触到的知识都要经过和既有网络产生联结，找到位置并且并入网络，这些新知识才算是真正进入了我们的头脑中。

## 阅读理解的图式加工过程
由下而上的模式－阅读材料是主角
由上而下的模式－阅读者是主角
交互模式－阅读者与材料一样重要
循环模式－解释字义→形成概念→统整

阅读理解的基模理论－储存于记忆中抽象的知识结构，用以解释外来讯息。
阅读理解过程即人对知识信息的网络图式加工的过程，这个过程中通常有两种形式。即自下而上的加工和自上而下的加工。
“自下而上”的加工指人的阅读理解需要接受、加工来自书本提供的信息。
“自上而下”的加工指人还需要选择和使用头脑中已有的知识去对阅读到的信息加以组织。
图式是“潜藏在人类心灵深处的”一种技术，一种技巧，是包括动作结构和运算结构在内的从经验到概念的中介。在阅读理解过程中，“图式”可以帮助我们更好的理解文章和知识，包括判断多音多义字词、自动填补省去的细节描述、将比喻形象化、推断文字背后的深层含义等。如果我们没有脑中没有相关知识图式，或不能快速有效的提取、应用相关图式知识，那么我们就只是在识字而已，而对这些字在表达什么是完全无从所知的。

## 方法
阅读方法一般分为：通读、选读（择读）、精读（细读）。阅读按照阅读时是否出声又分为：朗读、默读。閱讀分為精讀、略讀、擇讀：「精讀」就是精確、反覆地閱讀，令文章在腦海中不停盤旋；「略讀」就是大概地閱讀，得到文章大概的內容；「擇讀」就是選擇性的閱讀，就像平日閱讀報紙時，選擇有趣的標題來看。閱讀能力是學習語言的一道重要環節，它包含認讀能力、理解能力、鑑賞能力、記憶能力等。課外閱讀是中小學生提高語文能力和知識水平的重要、被廣為提倡、且行之有效的方法，而語文能力測驗中也常常有「閱讀理解」一項。英国哲学家弗兰西斯·培根在《论求知》（Of Studies）中说：“有的知识只须浅尝，有的知识只须粗知，只有少数知识需要深入钻研，仔细揣摩。所以，有的书只须读其中一部分，有的书只须知道其中梗概，而对于少数好书，则要精读，细读，反复地读；有的书可以只读别人的笔记摘要就行了，但这只限于粗糙的书。”

### 通读
通读就是把文章从头到尾读一遍，而且通常是从最前面开始顺着读下来。:197通读不拘泥于细节，碰到不懂的地方，略过去，继续往前读。:197通读并非漫不经心的消遣，在文章重要的地方和不懂之处划线或做记号，同时也视情况做笔记。:197

### 选读
选读就是选择一本书或一篇文章的优秀章节进行阅读，选读法一般已经有人从旁指点告诉读者该书或该文章哪些部分值得一读。如《全唐诗》收录唐诗4万多首，一般人难以全部读完，选读的是《唐诗三百首》。

### 精读
精读就是逐字不漏的把文章读透，同时弄清楚文章的每一个部分，从而精确地把握知识的细节。精讀學術著作時更需要在書上記錄重點及作筆記。

### 朗读
朗读就是清晰响亮的把文章念出来，口里发音，耳朵听声，眼睛看字，大脑思维，这种方法的记忆效果显著。:252宋朝理学家朱熹主张朗读，“凡读书，需读得字字响亮，不可误一字，不可牵强暗记。”

### 默读
默读就是不出声的阅读，通过限制音量来提高阅读速度。:117

## 阅读与实践
阅读不能读死书，要理解书籍中的深刻道理，必须亲身躬行实践。南宋诗人陸《冬夜读书示子聿》中说“纸上得来终觉浅，绝知此事要躬行。”，又，南宋文人陈善曾在《扪虱新话》中说：“读书须知出入法，始当求所以入，终当求所以出。见的亲切，此是入书法；用得透脱，此是出书法。盖不能入得书，则不知古人用心处，不能出得书，则又死在言下。惟只出入，得尽读书之法也。”明朝董其昌《画禅室随笔·卷二》中说：“读万卷书，行万里路。”谈到了读书和行路（实践）的相辅相成。

## 阅读速度
《后汉书》记载，东汉科学家张衡一边骑马一边看路旁的碑文，一览便知，阅读之后能熟背。三国时期谋士张松看了一遍曹操的兵书《十三篇》，便能背诵如流。《梁书》记载，简文帝“读书十行俱下”。《北齐书》记载，王孝瑜“读书敏捷，十行俱下”。宋朝作家刘克庄自己在《后村集》里讲自己读书“五更三点待漏，一目十行读书”。

## 益处
英国哲学家弗兰西斯·培根在《论求知》（Of Studies）中谈到阅读的益处说：“读史使人明智，读诗使人聪慧，数学使人精密，哲学使人深刻，伦理学使人有修养，逻辑学与修辞学使人善辩。总之，知识在塑造人的性格。”
《资本论》的作者卡尔·马克思阅读过1500种书，包含十几个学科，写了100多本读书笔记。:14俄国革命家列宁的《列宁全集》引用自己看过的书达到16000多种，他在研究“帝国主义”专题时，读了148本书，49种期刊中的232篇文章，写了60多万字的札记。:15法国科幻作家儒勒·凡尔纳作品中的“霓虹灯、潜水艇、电视机、直升飞机、导弹、坦克”等都成为了现实，他一生的笔记本达到25000本，在写《月球探险记》时，他就阅读了500多种图书资料。:15
马来西亚首相马哈迪·莫哈末曾说，一个人要有成就，别无他法，唯有多阅读才能达标。他说道：“知识很重要，除可保障拥有更好的生活外，也保障和各族群人民取得良好的沟通和互动。”后来在一个题为“这就是我的保健秘诀”的文章中，马哈迪写道，通过有规律的阅读习惯，在发表演说时，这些词汇的记忆很自然就会跃入脑海中，反之，没有阅读习惯者在言谈和演讲时就会面临词穷的情况。

### 建構知識
影響閱讀對於建構知識的因素包括：作者傳達信念、讀者的意義建構信念。對於識字的字彙量與讀者意義建構信念相比下較不重要，如果讀者的意義建構信念夠強，儘管字彙量不足，也仍然可以理解整體文本的意義，建構讀者的知識系統，獲得閱讀的益處。

## 常见的误区
1. 通常人们会以为我们是用眼睛阅读，而真实的情况是我们其实是用大脑阅读。
2. 以往说“书读百遍其义自现”，现代意义上的阅读强调的是“书读百篇其义自现”，因为阅读靠的是背景知识，靠的是线索，而不是记忆、背诵。

指獲取他人已預備好的符號並加以（符號的）辨認、（行文的）理解、（內容的）分析之過程，有時還伴隨著朗讀、鑒賞、記憶等行為。這些符號最常見的乃語言文字，其他還有音符、密碼、圖表等也在此列；一般獲取過程使用眼睛觀看，可是也包括盲人用觸覺來識別凸字等其他獲取方式。寫作和閱讀相對，是人類傳遞知識文化、溝通思想感情的重要方式。相比於說話和聆聽，寫作和閱讀更能長期並廉價地保存信息，被保存的信息還可以被輕易地運送至不同的地域，因此寫作和閱讀更有跨時間、跨空間的優點。

## 延伸阅读
[在维基数据编辑]
 《欽定古今圖書集成·理學彙編·學行典·讀書部》，出自陈梦雷《古今圖書集成》